# Matt Sterling
Matt Sterling (Geburtsname John L. Dufault; * 8. Oktober 1942; † 6. Dezember 2006 in Los Angeles, Kalifornien) war ein US-amerikanischer Filmregisseur für homosexuelle Pornofilme.

## Leben
Sterling gründete das US-amerikanische Pornografieunternehmen Huge Video in Kalifornien. Als Filmregisseur drehte er mehrere Filme. 1988 war die Erkrankung Amyotrophe Lateralsklerose bei Sterling diagnostiziert worden.

## Filmografie (Auswahl)
- 2000: Awesome
- 2000: Every Last Inch
- 2000: This Is Huge
- 1999: Endless Heat
- 1999: Mansized
- 1999: Uncut
- 1998: Back for More
- 1998: II Fresh
- 1998: Raging River: The Ultimate Rush
- 1996: Tradewinds
- 1994: All American
- 1991: Bigger Than Life
- 1990: Idol Eyes
- 1989: Big and Thick
- 1989: Heat in the Night
- 1987: Stryker Force
- 1985: Inch by Inch
- 1984: Like a Horse
- 1984: The Bigger the Better
- 1983: A Matter of Size
- 1983: The New Breed
- 1982: Biker's Liberty
- 1982: Huge

## Preise und Auszeichnungen (Auswahl)
- 1984 und 1986: XRCO Award